# Motherwell
Motherwell (en gaélico escocés: Tobar na Màthar) es una localidad ubicada en el concejo de North Lanarkshire en el centro de Escocia, Reino Unido, cercana a Glasgow. Esta ciudad fue un burgh desde 1865 hasta 1920, cuando se unió con Wishaw.
Motherwell es el centro administrativo del concejo de North Lanarkshire y fue nombrada capital de producción de acero de Escocia, por lo que fue apodada Steelopolis («ciudad-acero» en español).
Su skyline está dominado por una torre de agua y tres torres de refrigeración de la planta de acero Ravenscraig, la cual cerró en 1992.